# Oh Daddy

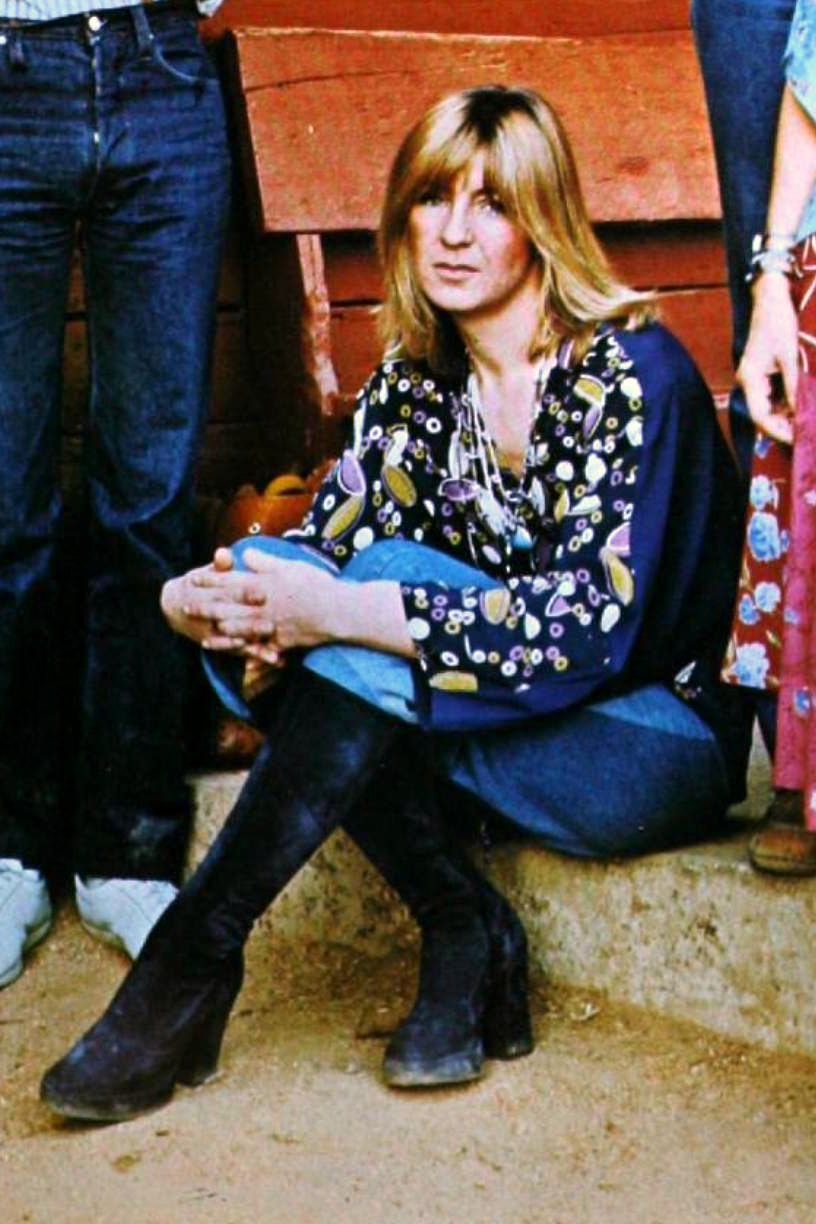
Christine McVie (1977)

Oh Daddy ist ein von Christine McVie geschriebenes Lied, das 1977 von Fleetwood Mac auf dem Album Rumours veröffentlicht wurde.

## Hintergrund
Christine McVie schrieb Oh Daddy für Mick Fleetwood, den Schlagzeuger der Band. Zu dieser Zeit war Fleetwood der einzige Vater in der Band und hatte zwei Töchter. Fleetwood hat den Song als einen seiner Lieblings-Fleetwood-Mac-Songs aller Zeiten bezeichnet. Sowohl Lindsey Buckinghams ehemalige Freundin Carol Ann Harris als auch Stevie Nicks’ Biografin Zoe Howe haben jedoch geschrieben, der Song wäre ursprünglich für den Beleuchtungsdirektor der Band geschrieben worden, mit dem McVie zu dieser Zeit zusammen war; beide behaupten, McVie hätte erst später gesagt, der Song sei für Fleetwood geschrieben worden.
Der Produzent Ken Caillat beschrieb Oh Daddy als „ein schönes, luftiges Lied“. Er merkte an, dass es besonders schwierig war, das richtige Tempo zu finden, da es bei einem schnelleren Tempo gehetzt, bei einem langsameren aber träge klang. Die Fleetwood-Mac-Biografin Cath Carroll lobte McVies Gesang und verglich den Song mit einer „sexy, alten englischen Version von Fool to Cry der The Rolling Stones“.
Während der Rumours-Sessions nannte die Band den Song aufgrund eines technischen Fehlers „Addy“. Caillat hatte den Fehler beim Abspielen eines Takes gemacht. „Wir wollten ein paar Overdubs machen, und während wir das Band zurückspulten, fiel ein tragbarer Tonbandoszillator auf das Gerät und schickte es in den Freilauf - die Spulen drehten sich außer Kontrolle. Ich sprang auf die Maschine, um sie anzuhalten - und zerriss das Band! Oh, Mann ... (lacht) Wir hörten es ab und da war es: 'Oh 'addy'. Der 'D'-Teil von Christines Stimme war abgeschnitten. Mein Herz war schwer.“
Gegen Ende eines Takes spielte Christine McVie zufällige Noten auf ihrem Keyboard, um die Aufmerksamkeit der Techniker im Kontrollraum zu erlangen. Die Band entschied sich dafür, diese ungeplanten Ergänzungen in der endgültigen Version des Songs beizubehalten.
Das Lied wurde 1978 in Japan als Single veröffentlicht, mit I Don’t Want to Know als B-Seite.
Oh Daddy wurde während der Rumours- und Tusk-Welttourneen der Band immer wieder gespielt und tauchte 1997 bei der The Dance-Tournee wieder auf.

## Besetzung
- Christine McVie – Klavier, Hammond B3, Moog, Leadgesang
- Mick Fleetwood – Schlagzeug, Kastagnetten, Gong
- John McVie – Bassgitarre
- Lindsey Buckingham – Akustikgitarren, E-Gitarren, Hintergrundgesang
- Stevie Nicks – Hintergrundgesang